# Нараевка (Винницкая область)
Нара́евка (укр. Нараївка) — село на Украине, находится в Гайсинском районе Винницкой области.
Код КОАТУУ — 0520885003. Население по переписи 2001 года составляет 1094 человека. Почтовый индекс — 23730. Телефонный код — 4334.
Занимает площадь 2,843 км².

## Адрес местного совета
23730, Винницкая область, Гайсинский р-н, с.Нараевка, ул.Ленина, 10